# Tennevoll
Tennevoll o Tennevollen es un poblado y centro administrativo del municipio de Lavangen en Troms, Noruega, localizado a 50 km al este de Harstad. Tennevoll está al final del Lavangsfjorden, a lo largo del río Spansdalselva, que fluye a través del valle de Spansdalen. El monte Reinbergen está justo al este de la localidad.  
Tiene una población de 242 habitantes y una densidad de 621 hab/km². La única escuela está aquí y la iglesia de Lavangen está a 2 km al norte de Å.  